# ISO 3166-2:AW
ISO 3166-2:AW é o subconjunto de códigos definidos em ISO 3166-2, parte do padrão ISO 3166 publicado pela Organização Internacional para Padronização (ISO), para os nomes dos principais subdivisões da Aruba.
Aruba não tem nenhuma divisão administrativa conhecida, e não tem códigos definidos atualmente.
É oficialmente atribuído o código AW no ISO 3166-1 alfa-2 para Aruba.